# Aetomylaeus caeruleofasciatus
Aetomylaeus caeruleofasciatus  (лат.) — недавно описанный вид хрящевых рыб семейства орляковых скатов отряда хвостоколообразных надотряда скатов. Они являются эндемиками вод, омывающих северное побережье Австралии и Новой Гвинеи. Встречаются на глубине до 117 м. Максимальная зарегистрированная длина 98,8 см, а ширина диска 59,2 см. Грудные плавники этих скатов срастаются с головой, образуя ромбовидный диск, ширина которого превосходит длину. Характерная форма плоского рыла напоминает утиный нос. Тонкий хвост намного длиннее диска. Шипы на хвосте отсутствуют. Окраска дорсальной поверхности диска зеленоватого или желтовато-коричневого цвета с поперечными бледно-голубыми полосами.
Подобно прочим хвостоколообразным эти скаты размножаются яйцеживорождением.  Эмбрионы развиваются в утробе матери, питаясь желтком и гистотрофом

## Таксономия и филогенез
Впервые вид был научно описан в 2015 году. Он является близкородственным с полосатым летучим скатом и до недавнего времени их считали конспецифичными. Видовой эпитет происходит от слов лат. caeruleus — «синий» и лат. fasciatus —  «полосатый». Голотип представляет собой взрослого самца длиной 98,8 см с диском шириной 43,6 см, пойманного у побережья Западной Австралии 16°14′ ю. ш. 123°23′ в. д. на глубине 10—15 м. Паратипы: взрослый самец длиной 89,9 с диском шириной 43,4 см, неполовозрелый самец длиной 71,7 см с диском шириной 35,1 см, и самка длиной 47,4 см с диском шириной 22,1 см, пойманные в заливе Карпентария, Квинсленд, на глубине 13,5—43 м; эмбрион самца с диском шириной 14 см, полученный к западу от Адмиралти Галф с глубины 116—117 м; самка длиной 69 см с диском шириной 32,2 см и неполовозрелый самец длиной 50 см с диском шириной 23 см, пойманные на севере залива Жозеф-Бонапарт на глубине 70—88 м; самка длиной 82,5 см с диском шириной 35 см, беременная самка с диском шириной 59,2 см, эмбрионы самцов и самки длиной 40,2—43,1 и 40,1 см с диском шириной 17,1—18,8 и 17,3 см, пойманные на севере островов Уэссел на глубине 50 м; самки длиной 45,8—50,5 см с диском шириной 22,5—23,2 см, и самец с диском шириной 44,7 см, пойманные в заливе Папуа, Папуа — Новая Гвинея, на глубине 14—27 м; самцы с диском шириной 43,7—48,8 см и самка с диском шириной 54,4 см, пойманные в Арафурском море на глубине 52—60 м и неполовозрелый самец длиной 51,7 см с диском шириной 24,9 см, пойманный в водах Брэмбтон Айленд на глубине 22 м.

## Ареал и места обитания
Aetomylaeus caeruleofasciatus являются эндемиками прибрежных водах, омывающих северное побережье Австралии и юг Новой Гвинеи. Эти скаты встречаются на глубине от 8 до 117 м.

## Описание
Грудные плавники Aetomylaeus caeruleofasciatus срастаются с головой, образуя ромбовидный плоский диск, ширина которого превышает длину, края плавников имеют форму заострённых («крыльев»). Характерная форма треугольного плоского рыла, образованного сросшимися передними краями грудных плавников, напоминает утиный нос. Голова короткая и узкая. Единственная ростральная лопасть мясистая, довольно широкая и короткая с закруглённым концом. Длина кнутовидного хвоста почти в 1,5—1,8 раз превосходит ширину диска. Позади глаз расположены брызгальца. На вентральной поверхности диска имеются 5 пар жаберных щелей, рот и ноздри. Шипы на дорсальной поверхности хвоста отсутствуют. Окраска дорсальной поверхности диска желтовато-коричневого или зеленоватого цвета с семью поперечными голубыми полосами, без тёмных пятен и отметин. Вентральная поверхность диска белая.  Зубы выстроены в 7 рядов на каждой челюсти. Широкий средний ряд окаймлён по бокам тремя более узкими рядами. Имеется небольшой спинной плавник сдвинутый назад. Максимальная зарегистрированная длина 98,8 см, а ширина диска 59,2 см. Количество лучей грудных плавников 84—88, общее число позвонков 80—86. У самцов брюшные плавники сформированы 14—15, а у самок 20—21 лучами. 

## Биология
Подобно прочим хвостоколообразным Aetomylaeus caeruleofasciatus относятся к яйцеживородящим рыбам. Эмбрионы развиваются в утробе матери, питаясь желтком и гистотрофом. Самцы и достигают половой зрелости при ширине диска 43,4 см.

## Взаимодействие с человеком
Международный союз охраны природы еще не оценил охранный статус данного вида. 